# جون هندرسون (كاتب)
جون هندرسون (بالإنجليزية: John Henderson)‏ هو كاتب سيناريو ومخرج بريطاني، ولد في 1949 في إنجلترا في المملكة المتحدة.

## وصلات خارجية
- جون هندرسون على موقع IMDb (الإنجليزية)
- جون هندرسون على موقع ألو سيني (الفرنسية)
- جون هندرسون على موقع أول موفي (الإنجليزية)
- جون هندرسون على موقع قاعدة بيانات الأفلام السويدية (السويدية)
- جون هندرسون على موقع قاعدة بيانات الفيلم (الإنجليزية)
- جون هندرسون على موقع كينوبويسك (الروسية)